# BGL Luxembourg Open 2015
Il BGL Luxembourg Open 2015 è stato un torneo di tennis giocato sul cemento indoor. È stata la 25ª edizione del BGL Luxembourg Open, che fa parte della categoria WTA International nell'ambito del WTA Tour 2015. Si è giocato a Lussemburgo, in Lussemburgo dal 19 al 25 ottobre 2015.

## Partecipanti WTA

### Teste di serie
| Nazionalità | Giocatore        | Ranking* | Testa di serie |
| ----------- | ---------------- | -------- | -------------- |
| Svizzera    | Timea Bacsinszky | 10       | 1              |
| Serbia      | Ana Ivanović     | 12       | 2              |
| Italia      | Sara Errani      | 18       | 3              |
| Germania    | Andrea Petković  | 20       | 4              |
| Serbia      | Jelena Janković  | 24       | 5              |
| Stati Uniti | Sloane Stephens  | 30       | 6              |
| Rep. Ceca   | Barbora Strýcová | 38       | 7              |
| Germania    | Annika Beck      | 41       | 8              |

* Ranking al 12 ottobre 2015.

### Altre partecipanti
Giocatrici che hanno ricevuto una Wildcard per il tabellone principale:
- Tessah Andrianjafitrimo
- Stefanie Vögele
- Mandy Minella

Giocatrici passate dalle qualificazioni:

- Jana Čepelová
- Julie Coin
- Richèl Hogenkamp
- Anna Tatishvili

Giocatrici entrate come lucly loser:
- Océane Dodin
- Laura Siegemund

## Campionesse

### Singolare
Misaki Doi ha sconfitto  Mona Barthel per 6-4, 6(7)–7, 6-0.
- È il primo titolo in carriera per la Doi.

### Doppio
Mona Barthel /  Laura Siegemund hanno sconfitto  Anabel Medina Garrigues /  Arantxa Parra Santonja per 6-2, 7–6(2).